# F-PROT Antivirus
F-PROT Antivirus — антивирусная программа от исландской компании FRISK. Первая версия 3.11b была выпущена 20 декабря 2001 г.

## Функциональность
F-PROT Antivirus обеспечивает защиту компьютера с помощью сигнатурного обнаружения, а также эвристических методов. Продукт обеспечивает защиту от установки модулей ActiveX, осуществляет проверку почты.

## Распространение
Антивирус распространяется по цене $29 за лицензию на 5 компьютеров (около $6 за компьютер).